# Shichi-go-san

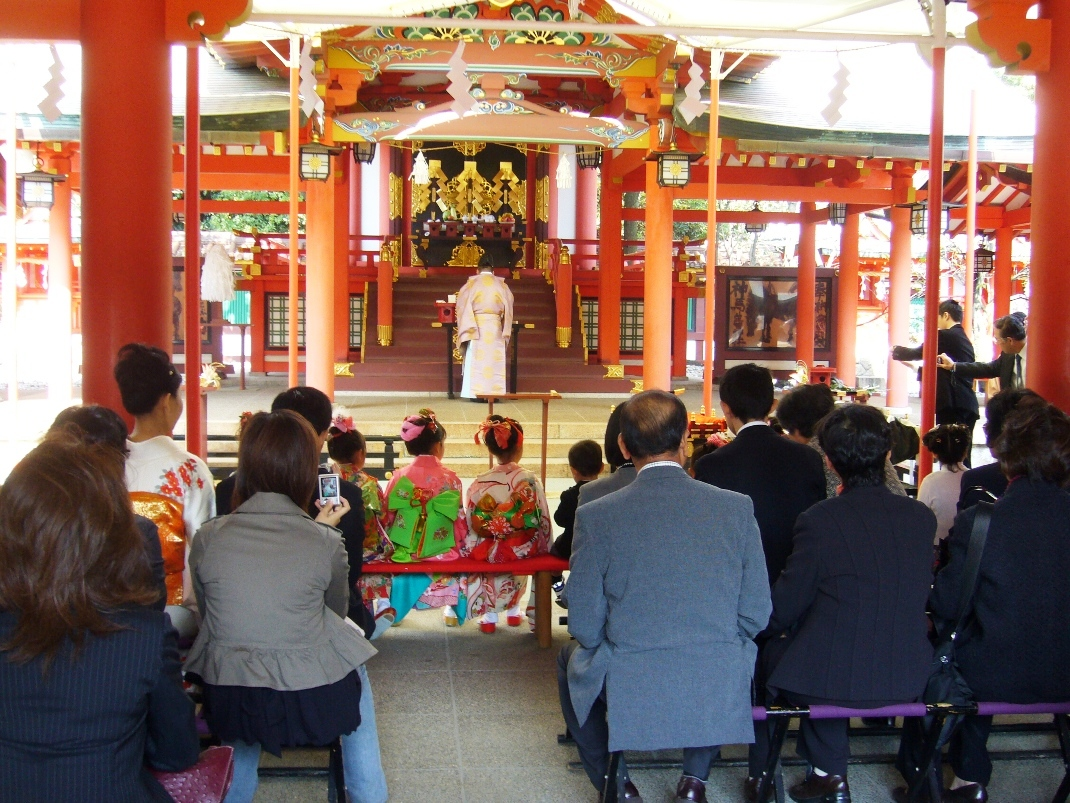
Shichi-go-san w chramie Ikuta, w Kobe

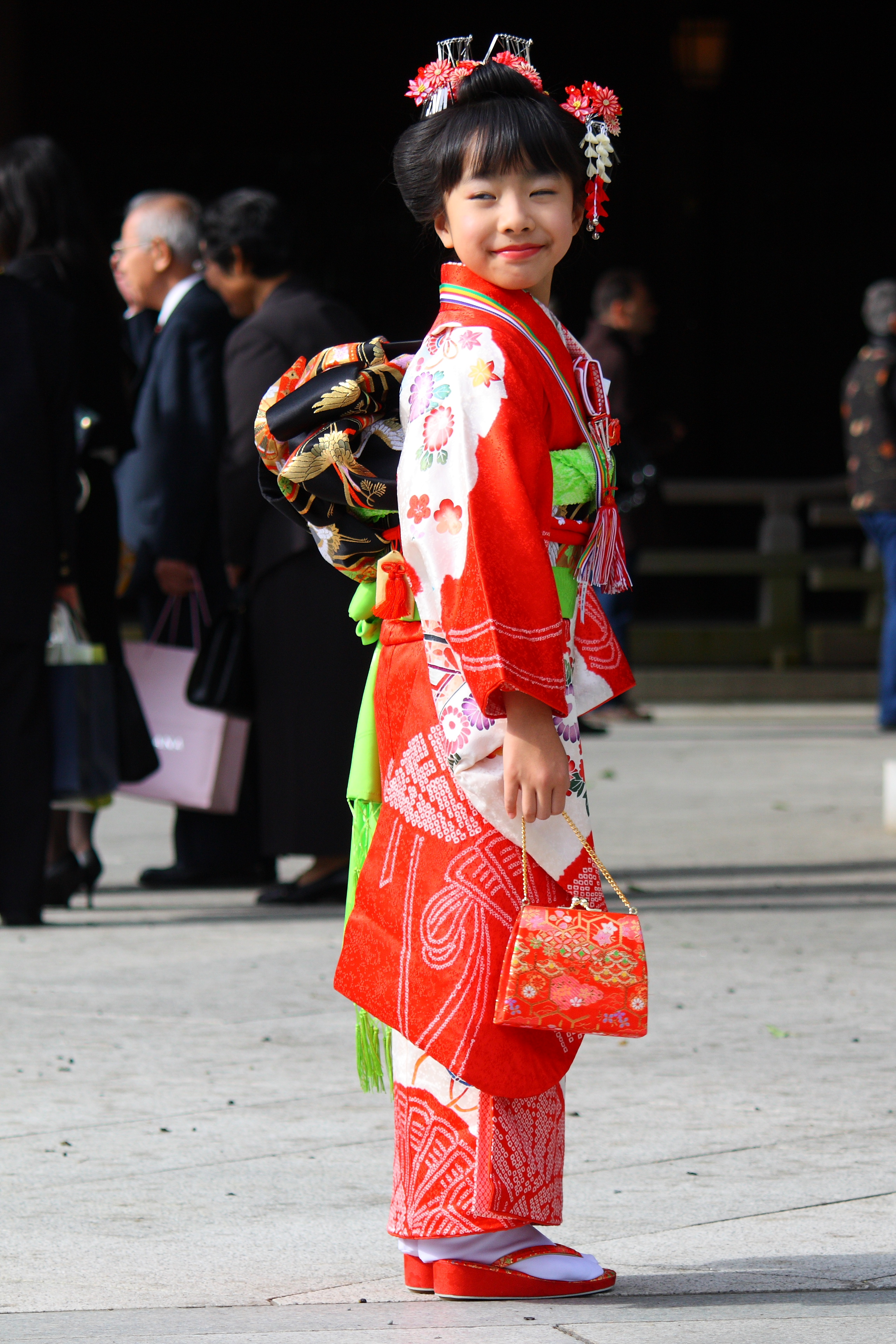
Festiwal Shichi-go-san, Tokio

Shichi-go-san (jap. 七五三; dosł. „Siedem-pięć-trzy”) – święto dzieci w Japonii, obchodzone corocznie w dniu 15 listopada, w celu uczczenia ich rozwoju, prośby o ochronę, wyrażenia życzeń pomyślnego i zdrowego życia. Ze względu na to, że nie jest to święto państwowe, jest ono zazwyczaj obchodzone w najbliższy tej dacie weekend.

## Historia
Mimo iż nie ma pewności, kiedy pojawił się ten zwyczaj, to uważa się, że stało się to w okresie Heian (794–1185). Dotyczył jednak wyłącznie rodziny cesarskiej i otaczającej ją arystokracji (kuge).
Inni datują początki ceremonii na okres Muromachi (1336–1573). W tamtych czasach śmiertelność niemowląt była wysoka i rodzice oczekiwali, aż ich dzieci osiągną wiek 3-4 lat, aby wpisać je do rejestru rodzinnego. Ceremonia miała na celu wyrażenie wdzięczności dla dziecka żyjącego tak długo i dawała rodzinie okazję do modlitwy o przyszłe zdrowie i długie życie.
W okresie Edo (1603–1868) zwyczaj ten rozpowszechnił się poprzez społeczność samurajów na cały kraj. W okresie Meiji (1868–1912) ceremonie Shichi-go-san przybrały charakter podobny do dzisiejszego.

## Data i wizyta w chramie
Dziewczęta przeważnie ubrane w kimono, a chłopcy w hakama, udają się z rodzicami do chramu shintō, aby złożyć hołd lokalnemu bóstwu opiekuńczemu (ujigami). Rodziny mogą odwiedzać sanktuaria w dowolnym momencie listopada, ale główna data to 15 listopada. 
Uważa się, że ten dzień został wybrany, ponieważ uczynił to – kontrowersyjny przywódca i miłośnik psów – shōgun Tsunayoshi Tokugawa (1646–1709), decydując o zorganizowaniu w tym dniu ceremonii dla swojego syna Tokumatsu.
Data ta wypada w dniu zwanym kishuku-nichi. Jest to „dzień ducha”, „dzień, w którym demony pozostają w domu", wyjątkowo pomyślny dzień w kalendarzu księżycowym dla wszystkiego oprócz zawierania związków małżeńskich. 
Liczba 15 to suma 7 + 5 + 3 i jest to zgodne z numerologią wschodnioazjatycką, która utrzymuje, że liczby nieparzyste przynoszą szczęście. 
Dzień 15 listopada jest obchodzony jako dzień świąteczny dla trzy- i pięcioletnich chłopców (lub, w wielu regionach, tylko dla pięcioletnich chłopców) oraz trzy- i siedmioletnich dziewczynek. Modlitwy w tym dniu są oferowane za zdrową i szczęśliwą przyszłość dzieci. 
Chłopcy w wieku pięciu lat mogą być ubierani na uroczystość po raz pierwszy w hakama i haori, a w kimonach dziewczynek w wieku siedmiu lat zastępuje się proste sznury tradycyjnym obi. W okresie Meiji, praktyka została przyjęta już powszechnie, a dane rytuały ograniczyły się do odwiedzania chramów, aby odpędzić złe duchy i życzyć dzieciom długiego, szczęśliwego i zdrowego życia.
W dniu tego święta dzieci otrzymują pewien rodzaj długich, cienkich, biało-czerwonych cukierków o nazwie chitose-ame („cukierki tysiąca lat”). Są one umieszczane w długich wąskich torbach, ozdobionych rysunkami m.in. żurawia i żółwia, symbolami długiego życia w Japonii. Kolor czerwony i biały to pomyślny zestaw kolorów.

## Galeria

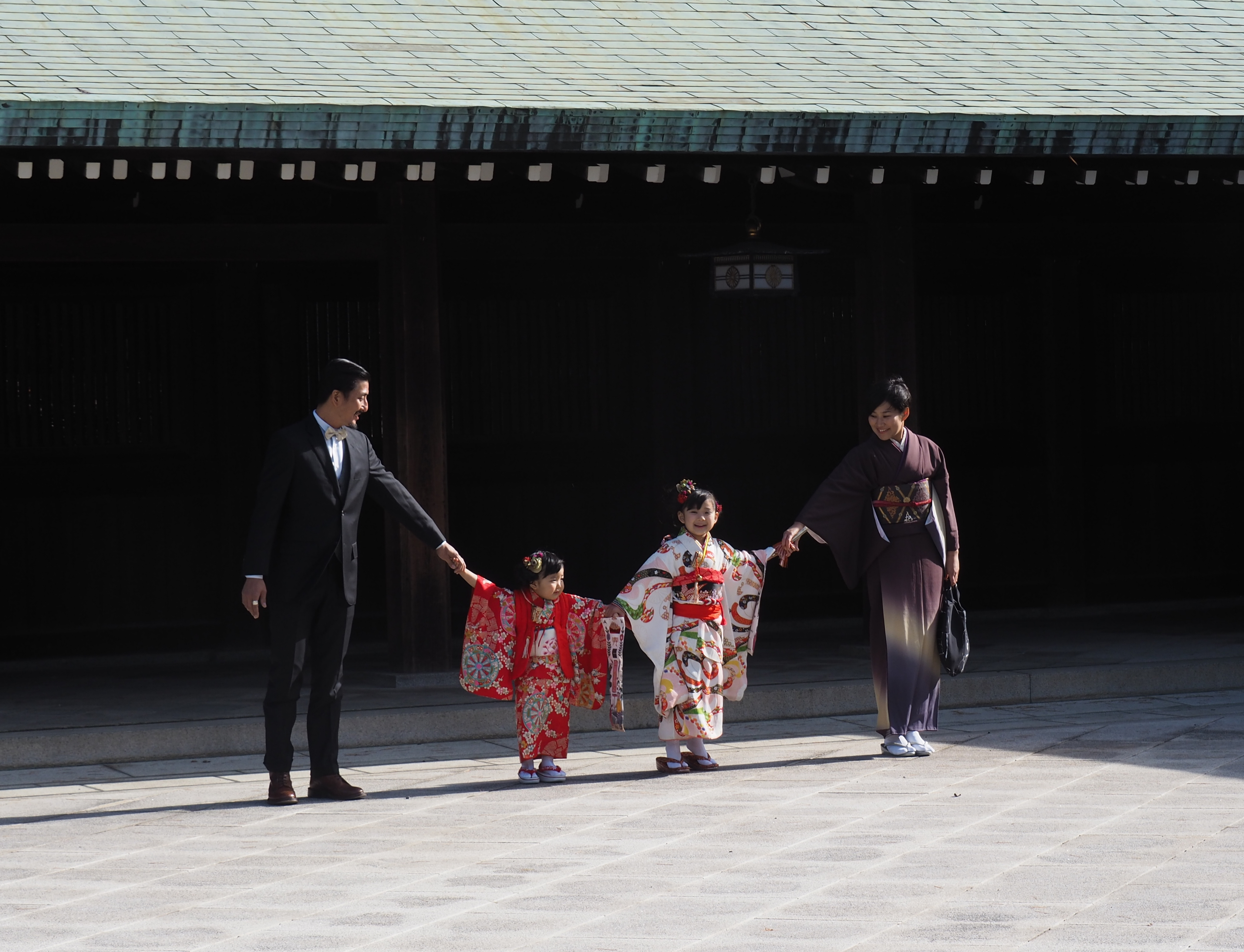
Rodzina w Meiji-jingū, w Tokio
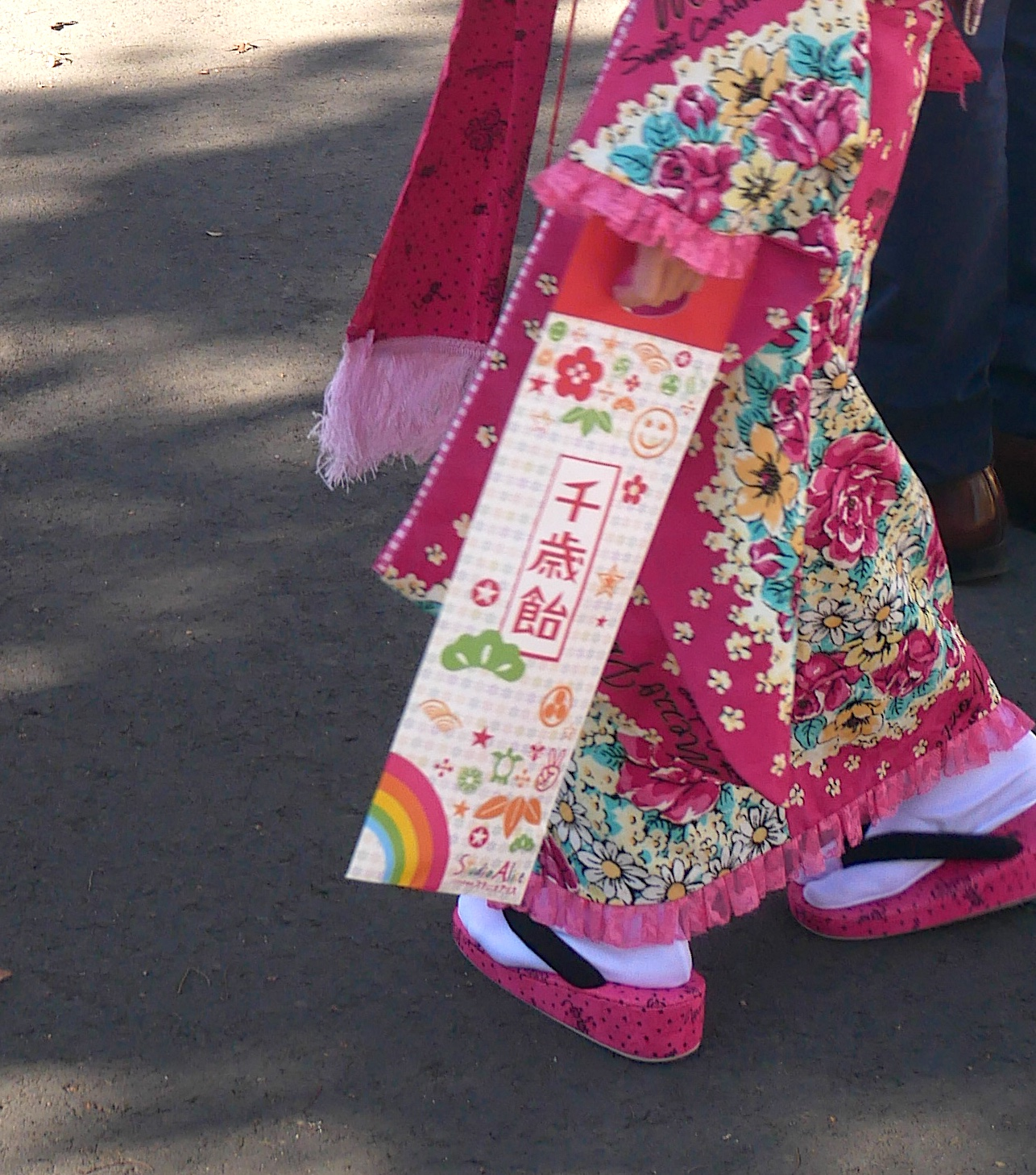
Dziewczynka niesie chitose-ame
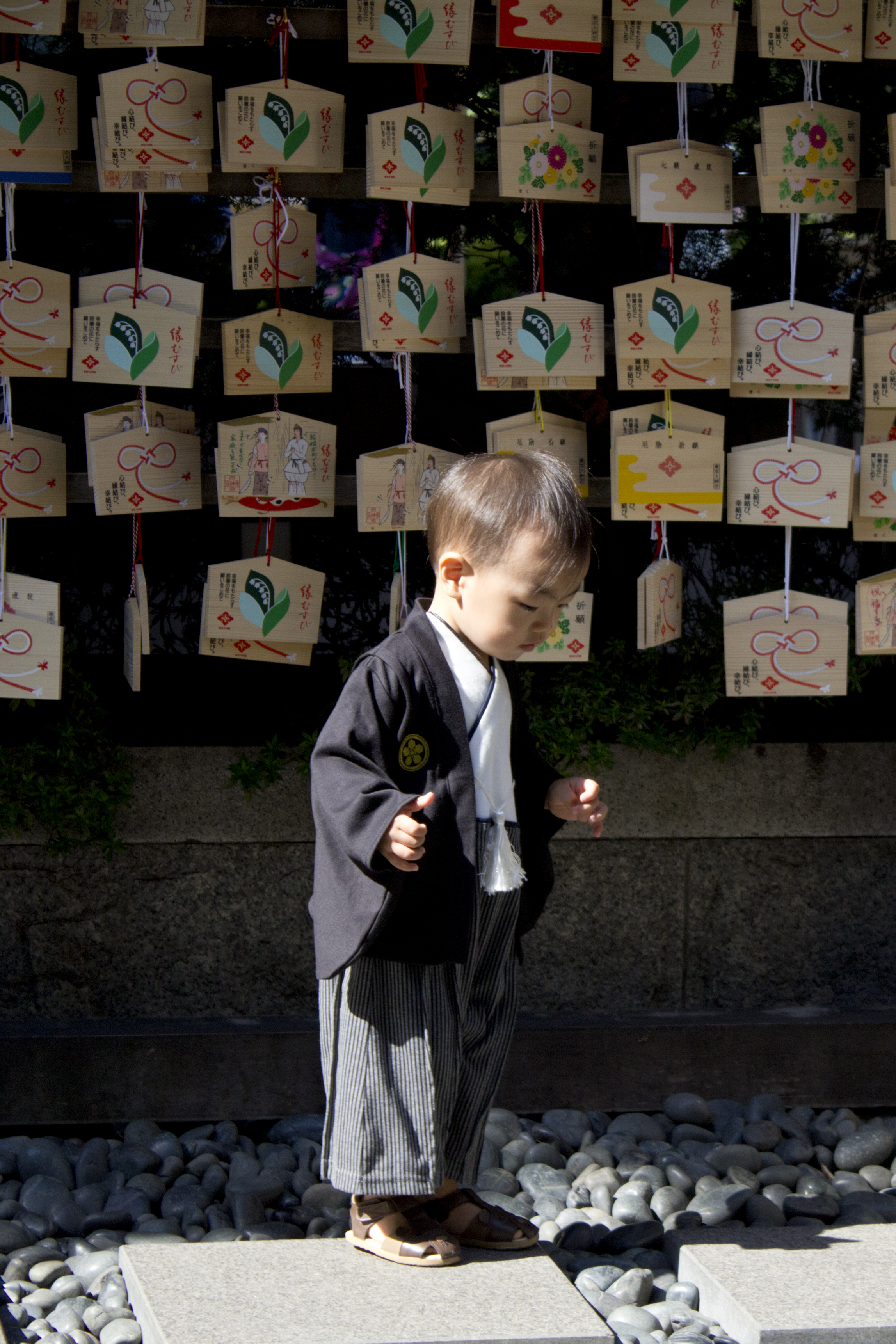
Chłopczyk przed tabliczkami wotywnymi ema
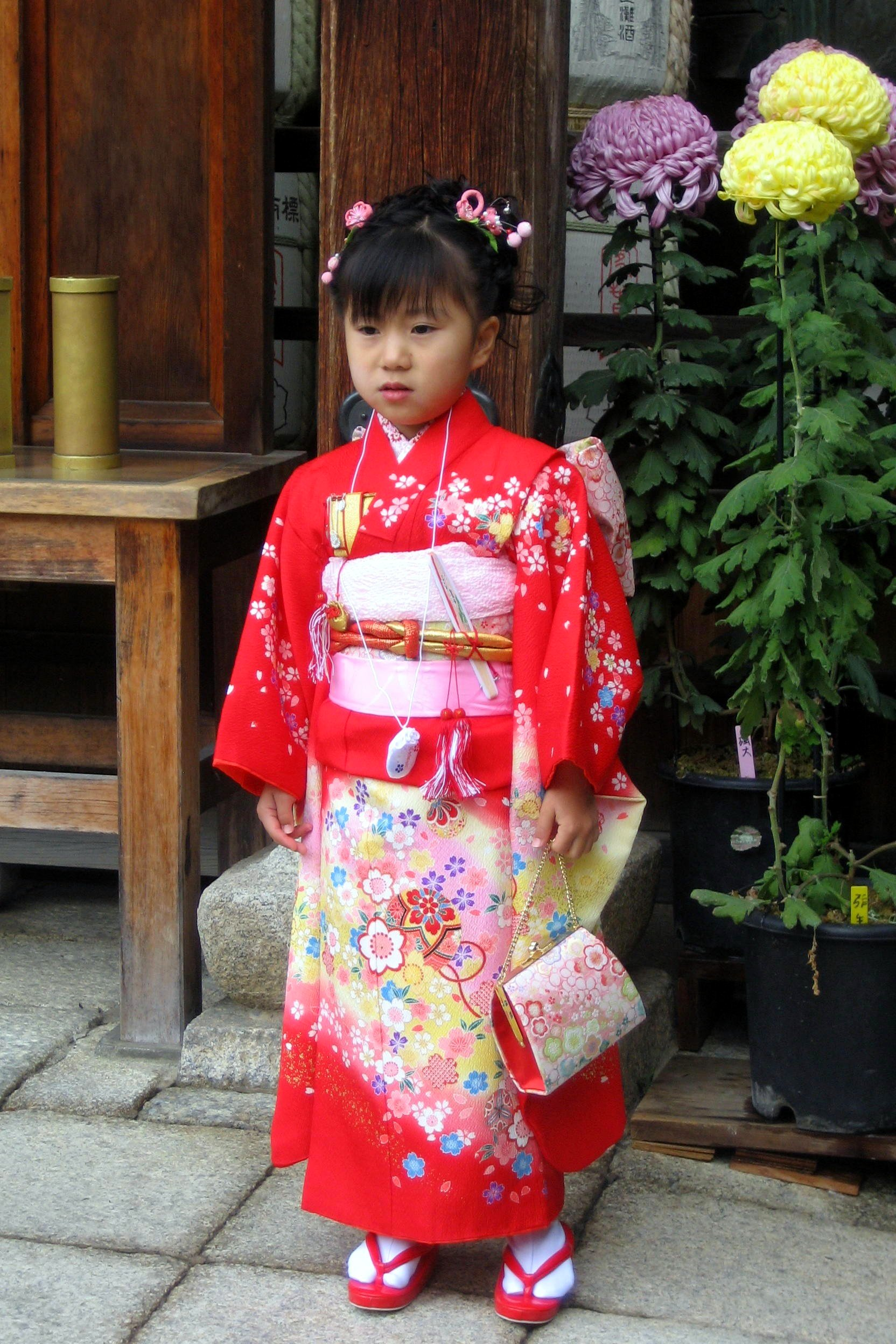
Siedmiolatka w czasie festiwalu
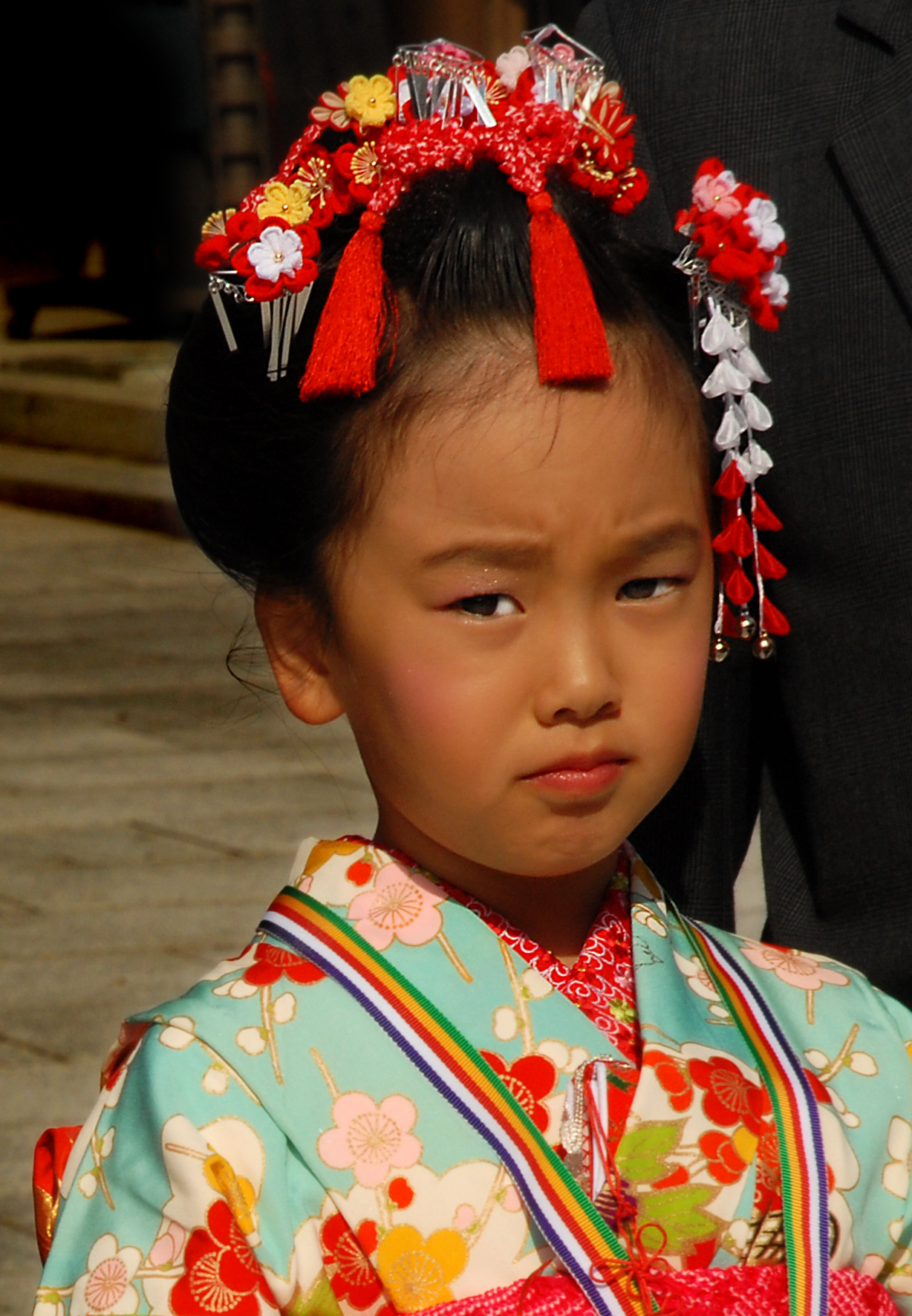
Dziewczynka w kimonie
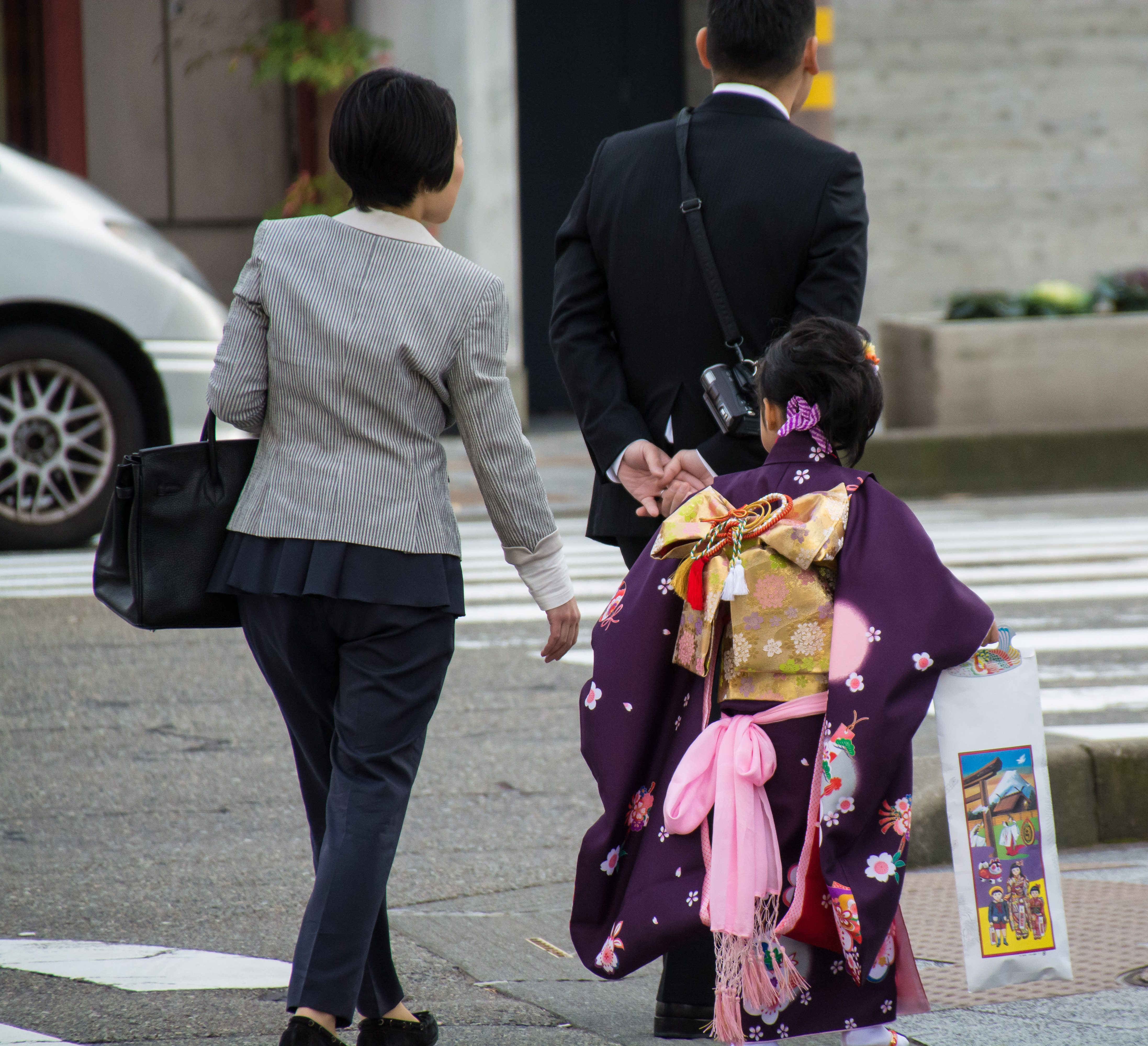
Z rodzicami i chitose-ame